# Abbaye de Crespin
Pour les articles homonymes, voir Crespin.
L'abbaye de Crespin ou Crispinium abbatia ou Crispiniensis abbatia est une ancienne abbaye bénédictine, aujourd'hui en ruine, située à Crespin, à proximité de l'Hon, dans le département du Nord.

## Histoire
Elle a été fondée vers 670 par saint Landelin, qui en a été le premier abbé, sous le patronage de Saint Pierre. En 882, les Normands - des Danois - pillent l'abbaye d'Aulne, le monastère de Wallers-en-Fagne et l'abbaye de Crespin, fondés par saint Landelin, et les détruisent à des degrés divers,.
L'abbé Alvise envoya à regrets vers 1120 le frère Gossuin d'Anchin à la demande de l'abbé de Saint-Crespin rétablir la règle de saint Benoît dans son monastère dont les mœurs étaient dissolues.
Dans cette abbaye se trouvaient les tombeaux de saint Landelin et de ses deux disciples Domitien et Adelin. Le 26 janvier 1614, Claude Louvel, abbé de Crespin (1612-1626) lit en chapitre la requête de Henri de Velpen, abbé d'Aulne, tendant à obtenir quelques reliques de saint Landelin, premier fondateur de l'abbaye d'Aulne. Il lui donne satisfaction.
Le portail d'entrée, cinq piliers, les vestiges déplacés de l'église sont inscrits par arrêté du 26 décembre 1990. Aujourd'hui, seule subsiste la maison abbatiale, transformée en logements.

## Abbés
- XIIe siècle : Algat, moine venant de l'abbaye Saint-Sauveur d'Anchin.

## Religieux et personnalités
- Saint Aybert, moine bénédictin qui y demeura 25 ans et y mourut[7] en 1140[8].

### Sources
- Anne-Marie Helvétius, L'abbaye de Crespin des origines au milieu du XIIIe siècle, U.L.B., Bruxelles, 1986
- Anne-Marie Helvétius, « Les sainteurs de l'abbaye de Crespin, du Xe au XIIIe siècle » dans Revue belge de philologie et d'histoire, tome LXVI, 1988
- Claude Demoulin, Aulne et son domaine, Landelies, Claude Demoulin, 1980, 430 p.
- Joachim Vos, Lobbes. Son abbaye et son chapitre : Histoire complète du monastère de Saint-Pierre à Lobbes et du chapître de Saint-Ursmer à Lobbes et à Binche, t. I, Louvain, Ch.Peeters, 1865, 446 p.
- Joachim Vos, Lobbes. Son abbaye et son chapitre : Histoire complète du monastère de Saint-Pierre à Lobbes et du chapître de Saint-Ursmer à Lobbes et à Binche, t. II, Louvain, Ch.Peeters, 1865, 611 p.
- Émile Trelcat, Histoire de l'abbaye de Crespin, Ordre de Saint Benoît, Arthur Savaète, Paris, 1923 (OCLC 80818219) (lire en ligne le tome 1)
- Gilles Roussineau, Perceforest, Volume 1, librairie Droz, 2007